# Diplomeris
Diplomeris – rodzaj roślin z rodziny storczykowatych (Orchidaceae). Obejmuje 3 gatunki występujące w Azji Południowo-Wschodniej w takich krajach i regionach jak: Asam, Chiny, Himalaje, Mjanma, Nepal, Tajlandia, Tybet, Wietnam.

## Systematyka
Rodzaj sklasyfikowany do podplemienia Orchidinae w plemieniu Orchideae, podrodzina storczykowe (Orchidoideae), rodzina storczykowate (Orchidaceae), rząd szparagowce (Asparagales) w obrębie roślin jednoliściennych.
Wykaz gatunków
- Diplomeris hirsuta (Lindl.) Lindl.
- Diplomeris josephii A.N.Rao & Swamin.
- Diplomeris pulchella D.Don